# جيلبار ميريال
جيلبار ميريال (بالفرنسية: Gilbert Meriel)‏ (11 نوفمبر 1986 في فرنسا - ) هو لاعب كرة قدم فرنسي في مركز حراسة المرمى. شارك مع منتخب تاهيتي لكرة القدم. أما مع النوادي، فقد لعب مع USJA Carquefou ‏ ونادي تيفانا ‏ وA.S. Vénus ‏.

## وصلات خارجية
- جيلبار ميريال على موقع الاتحاد الدولي (مؤرشف)  (الإنجليزية)
- جيلبار ميريال على موقع قاعدة بيانات كرة القدم.إي يو (الإنجليزية)
- جيلبار ميريال على موقع ناشيونال فوتبول تيمز (الإنجليزية)
- جيلبار ميريال على موقع Soccerway.com (الإنجليزية)